# Museo Egizio
Museo Egizio je archeologické muzeum v italském městě Turíně. Specializuje se staroegyptskou archeologii a antropologii. Nachází se v něm jedna z největších sbírek egyptských starožitností, s více než 37 tisíci artefakty. Je považována za druhou nejvýznamnější egyptologickou sbírku na světě, po té v Egyptském muzeu v Káhiře. Hlavní budova muzea se nachází na Via Accademia delle Scienze 6. Muzeum vzniklo roku 1824 a stalo se prvním egyptologickým muzeem na světě. Bylo dlouho státní, ale roku 2004 bylo v rámci experimentu italské vlády privatizováno. K nejcennějším položkám ve sbírce muzea patří Turínský královský papyrus, obsahující nejúplnější a relativně nejpřesnější seznam faraonů. Známou kuriozitou je také Turínský erotický papyrus. Muzeum vlastní též nejstarší známý exemplář Egyptské knihy mrtvých (celkem vlastní tři exempláře).

## Dějiny
Již roku 1630 se v Turíně objevila Bembinská deska (Mensa Isiaca), jejíž původ není patrně staroegyptský, ale byla vyrobena v egyptském stylu, patrně pro chrám bohyně Isis v Římě. Tato deska okouzlila krále Karla Emanuela III. Sardinsko-Piemontského. Pověřil proto botanika Vitaliana Donatiho, aby v roce 1753 odcestoval do Egypta a získal předměty z jeho minulosti. Donati se vrátil s 300 artefakty získanými z Karnaku a Koptu, které se staly jádrem turínské sbírky. V roce 1824 ji obohatil král Karel Felix o sbírku francouzského generálního konzula Bernardina Drovettiho, kterou získal, a která byla tvořena 5268 artefakty, včetně 100 soch a 170 papyrů. Tehdy bylo muzeum oficiálně založeno. Ve stejném roce použil turínskou sbírku papyrů Jean-François Champollion k testování svých modelů pro dešifrování hieroglyfického písma. V roce 1833 byla do muzea přidána sbírka Piemonte Giuseppe Sossia (přes 1200 kusů). Sbírky doplnily nálezy egyptologa Ernesta Schiaparelliho z jeho vykopávek v letech 1900 až 1920. Poslední velkou akvizicí muzea byl malý chrám Ellesiya, který egyptská vláda darovala Itálii za její pomoc při záchranu núbijských památek v 60. letech 20. století.